# Buy U a Drank (Shawty Snappin')
Singles de T-Pain featuring Yung Joc
Outta My System
(2007) Know What I'm Doin'
(2007)
Singles par Yung Joc
In the Hood
(2006) Coffee Shop
(2007)
Buy U a Drank (Shawty Snappin') est une chanson par T-Pain. Elle est sortie le 20 février 2007. La chanson est le premier single officiel de l’album Epiphany. Yung Joc fait aussi son apparition dans la chanson.

## Paroles
Les paroles de la chanson font référence à plusieurs chansons populaires. Le refrain fait référence à la chanson "Money in the Bank" de Lil Scrappy.  Au début, on entend la ligne, "Snap yo fingers, do your step, you can do it all by yourself", une ligne de la chanson "Snap Yo Fingers" de Lil Jon. Également il énonce "Back to the crib, show you how I live"  qui se rapporte à "Just a Lil Bit" de 50 Cent. À la fin du deuxième vers, T-Pain dit "On That Patrón You Should Get Like Me". Cette phrase se rapporte à "It's Goin' Down" de Yung Joc de son album New Joc City.
Plus tard dans la chanson, T-Pain prend une ligne du single "Walk It Out" de Unk, où il prononce : "...Walk it out.". La chanson inclut également des vocaux par les artistes de Nappy Boy, Tay Dizm et Jay Lyriq. Jay Lyriq chante : "Let's get gone, walk it out....Now rock, rock, rock, rock, you can do it all by yourself", et Tay Dizm chante : "Now walk it out, think about it... Ah snap!".
La chanson se classe soixante-troisième sur la liste des 100 meilleures chansons de 2007 de Rolling Stone.

## Performances dans les charts
La chanson a commencé sur Billboard Hot 100 au numéro 84 le 10 mars 2007. La date du 12 mai 2007 le single est devenu le premier numéro 1  pour T-Pain et le deuxième pour Yung Joc sur le chart Billboard Hot R&B/Hip-Hop Songs.
À la même date, « Buy U a Drank (Shawty Snappin') » a atteint le meilleur classement simple de T-Pain sur Billboard Hot, atteignant le numéro 5 et dépassant  "I'm 'n Luv (Wit a Stripper)".
La date du 26 mai 2007 voit « Buy U a Drank (Shawty Snappin') » atteindre le numéro 1  du Hot 100, devenant aussi bien le premier single numéro 1 pour Yung Joc que pour T-Pain sur Billboard Hot 100. La chanson a très bien réussi au Royaume-Uni atteignant le Top 5, faisant d'elle un grand succès de T-Pain au Royaume-Uni.

## Positions dans les charts
| Charts                               | position |
| ------------------------------------ | -------- |
| UK Singles Chart                     | 2        |
| U.S. Billboard Hot 100               | 1        |
| U.S. Billboard Hot R&B/Hip-Hop Songs | 1        |
| U.S. Billboard Pop 100               | 4        |
| Chart Australien des singles         | 18       |
| Hot 100 Canadien                     | 25       |
| Chart Néo-Zélandais des Singles      | 2        |
| Chart Portugais des Singles          | 39       |

## Vidéo musicale
La vidéo musicale a été présentée pour la première fois le 9 avril 2007 sur MTV et comporte des cameos de divers artistes tels que E-40, Gorilla Zoe, Huey, Tay Dizm, Ryan Shaw, Shawnna, Jay Lyriq, Kardinal Offishall, Brandon T. Jackson et beaucoup d'autres.

## Remix
Le remix officiel de single comporte également Kanye West dans sa première partie. Tandis que sa seconde partie comporte UGK avec T-Pain et Kanye West.
Il existe également d’autres remixes qui comportent respectivement Stat Quo et T.I.. D'autres disponibles sur Track Fiends.net incluent le rappeur du Saint-Louis Missouri) Chingy dans le premier vers.